# Tobrilus filipjevi
Tobrilus filipjevi är en rundmaskart som beskrevs av Ebsary 1982. Tobrilus filipjevi ingår i släktet Tobrilus och familjen Tripylidae. Inga underarter finns listade i Catalogue of Life.